# Adcash
Adcash é uma plataforma mundial de publicidade, com sede em Tallinn, Estónia. Desde 2014, a plataforma Adcash tem oferecido diariamente conteúdos publicitários para centenas de milhões de visitantes únicos, através de sua rede de mais de 100.000 sites e aplicativos móveis.
A Adcash serve muitas empresas diferentes, apesar de seus maiores clientes serem empresas de desenvolvimento de jogos online. No total, Adcash opera em 249 países e territórios em todo o mundo.

## História
A Adcash foi fundada em 2007 por Thomas Padovani, co-fundador e proprietário da Webinfluence Group AS.. Padovani, que é natural da França, foi para a Estônia para criar a nova empresa Adcash, que no início funcionava na cozinha de seu apartamento em Tallinn. A empresa foi construída a partir do zero sem financiamento direto, sendo os primeiros contratos de vendas conseguidos através de vendas diretas.
A Adcash Advertising Network deu origem a uma empresa separada - Adcash OÜ, em 2011. Continua a ser uma subsidiária da Webinfluence Group AS.. A Adcash tem filiais na Bulgária, no México e na França.
Em 2012, o volume de negócios da empresa foi de 11,7 milhões de euros, crescendo em 2013 para receitas de quase 25 milhões de euros.

## Reconhecimento
Em 2013, Arcticstartup.com considerou a Adcash “uma das maiores e mais atraentes startups na Estónia”. Também está classificada na 46.ª posição da lista de sites Alexa Top 500 na Web, e na 22.ª na lista de sites Top 500 na França. Factsnfakes.in classificou a Adcash em quarto lugar na lista Top 10 de Redes de Publicidade para sites.
O fundador e diretor executivo Thomas Padovani foi nomeado entre os 5 melhores finalistas para o Prémio de Empreendedor do Ano na Estónia em 2013.
Em 2015, a Adcash recebeu dois títulos no jantar de gala EAS das melhores empresas da Estónia. O primeiro título como Inovadora do Ano e o segundo como empresa de tamanho médio mais competitiva na Estónia. A Adcash ganhou o título de Inovadora do Ano graças a sua plataforma de self-service, que permite aos anunciantes encontrarem o público-alvo mais adequado de entre muitos milhões de usuários da web.